# 1837 год в истории железнодорожного транспорта
1837 год в истории железнодорожного транспорта

## События

### В России
- 30 октября — открыта первая железная дорога общественного пользования в Российской империи — Царскосельская железная дорога: Санкт-Петербург — Царское Село длиной 23 км (21 верста 294 сажени)[1][2].

### В мире
- 24 августа 1837 года было открыто движение по железнодорожной линии Париж - Сен-Жермен-ан-Ле[фр.].
- 10 ноября — на Кубе, вблизи Гаваны проложена первая железнодорожная линия длиной 27 км[3].
- 23 ноября — открыта первая железная дорога в Австрии[3].
- Первая железнодорожная линия проложена на территории нынешней Чехии[4].

## Новый подвижной состав
- Для Царскосельской железной дороги изготовлены первые вагоны[3].